# ゾフィー・フォン・ヴュルテンベルク
ゾフィー・フォン・ヴュルテンベルク（Sophie von Württemberg, 1818年6月17日 - 1877年6月3日）は、オランダ王ウィレム3世の最初の王妃。
オランダ語名ではソフィー・ファン・ウュルテンベルフ（Sophie van Württemberg）。

## 生涯
ヴュルテンベルク王ヴィルヘルム1世とロシア皇女エカテリーナ・パヴロヴナの二女としてシュトゥットガルトで生まれた。ゾフィーの誕生後まもなくエカテリーナは急逝したため、父方の叔母カタリーナ（ジェローム・ボナパルトの妻）に育てられた。
ゾフィーの結婚相手として、最初ギリシャ王オソン1世やブラウンシュヴァイク公ヴィルヘルム8世の名が取りざたされた。新興国だったギリシャに父ヴィルヘルム1世は関心を持たなかったので婚約は成立せず、ブラウンシュヴァイク公にもゾフィーは既に他の相手と婚約したと噂を流してあきらめさせた。
1839年6月、共に母方の従兄妹であるオラニエ公（王太子）ウィレムとシュトゥットガルトで結婚した。夫との間に3男をもうけたが、結婚当初からウィレムの絶え間ない浮気に悩まされた。これを理由に別居を考えたが、王国内の重要な地位にいることと、王太子妃としての義務感からこれを思いとどまった。
ゾフィーはヨーロッパの科学者たち数人と文通をし、またナポレオン3世やヴィクトリア女王とも親交が深かった。いくつかの慈善援助をしていたが、動物愛護と公園建設に力を入れていた。
1855年から、ゾフィーはウィレムと完全に別居し、ハーグ近郊のハウステンボス宮殿で1877年に死去した。59歳。
彼女はウェディングドレスを着て埋葬された。
彼女は結婚した日に自分の人生が終わったという嘆きと皮肉を込めて、自分の葬式の際、ウェディングドレスを着たまま埋葬される様生前に遺言を残し、そのようにされた。

## 子供
- ウィレム・ニコラス・アレクサンダー・フレデリック・カレル・ヘンドリック（1840年 - 1879年） - オラニエ公
- ウィレム・フレデリック・マウリッツ・アレクサンダー・ヘンドリック・カレル（1843年 - 1850年）
- ウィレム・アレクサンダー・カレル・ヘンドリック・フレデリック（1851年 - 1884年） - オラニエ公